# Eñaut Zubikarai Goñi
Eñaut Zubikarai Goñi (Ondarroa, País Basc, 26 de febrer de 1986) és un futbolista basc. Es va formar a les categories inferiors de l'Aurrerá Ondarroa i la Reial Societat. Actualment juga a l'Auckland City FC neozelandès.

## Reial Societat
Va començar a jugar a les categories inferiors de l'Aurrerá Ondarroa, equip de la seua ciutat natal. Des d'allà, faria el salt a Reial Societat. La seua carrera ha estat molt marcada per les lesions i, sobretot, per l'espatlla esquerra. La primera luxació va ser en categoria juvenil i el va tenir apartat dels terrenys de joc durant deu mesos.
Malgrat les lesions va continuar la seua progressió a Zubieta i va debutar amb el Sanse, l'equip filial txurriurdin, el 8 de febrer del 2004 contra el Caudal, va jugar tot el partit. Durant les temporades 2003/04 i 2004/05 va jugar 41 partits amb el filial de la Reial Societat, així, buscant més experiència en el futbol professional, la temporada 2005/06 va ser cedit a la SD Eibar. Allà va tornar el fantasma de les lesions, ja que una lesió en la primera jornada no li va permetre disputar cap més partit durant tota la temporada. El seu retorn a Zubieta no podia haver estat pitjor, ja que durant la temporada 2006/07 va tornar a lesionar-se a l'espatlla esquerra, això va fer medités en una possible retirada. Malgrat tot, la temporada 2007/08 es va refer amb el filial txurriurdin i va disputar 23 partits més. Finalment, la temporada 2008/09 va aconseguir fitxa del primer equip, afavorit per la cessió d'Asier Riesgo al Recreativo de Huelva.
Va debutar amb el primer equip a la Copa del Rei el 3 de setembre del 2008, va ser en un partit contra el Reial Saragossa. Pocs dies després, el 6 de setembre, arribaria el seu debut a Segona Divisió, també contra el Real Zaragoza en la segona jornada de la Segona Divisió 2008/09. Durant les temporades 2008/09 i 2009/10 va disputar 21 partits amb l'equip a Segona.
El retorn de l'equip a Primera Divisió, la temporada 2010/11, no va ser gaire prolífic per al jugador. Durant aquesta primera temporada només va disputar dos partits de Copa del Rei en l'eliminatòria en què la Reial Societat va ser eliminada per la UD Almería. La temporada 2011/12 no va ser molt millor, va jugar quatre partits de Copa, entre ells el desafortunat partit contra el RCD Mallorca que va acabar amb un 6-1 en contra i amb un desencertat Zubikarai, protagonista, sobretot, en el quart gol balear. Malgrat tot, aquella Lliga 2011/12 va debutar a Primera contra el Reial Betis, era el 10 d'abril del 2012. La següent temporada, la 2012/13, li va arribar una de les seues grans oportunitats. Una lesió del porter xilè Claudio Bravo li va permetre jugar el derbi basc contra l'Athletic Club, un derbi que a més va acabar en victòria txurriurdin. Durant aquesta històrica temporada, l'equip va classificar-se per a disputar la Copa d'Europa 2013/14 en acabar quart classificat la Lliga 2012/13. Zubikarai va disputar set partits.
Al finalitzar la temporada 2014/15, el president de l'equip donostiarra, Jokin Aperribay va anunciar que Zubikarai no continuaria a l'equip.

## CD Tondela
Després de no trobar equip durant la primera part de la temporada, el gener del 2016 es va fer oficial el seu fitxatge pel CD Tondela, llavors cuer a la Lliga portuguesa.

## Personal
L'estiu del 2011, l'Hèrcules CF va desestimar el seu fitxatge perquè el pare del jugador, Cándido Zubikarai Badiola, es trobava empresonat des del 1989 per haver col·laborat amb ETA.
Zubikarai ha donat suport, en diverses ocasions, a l'aproximació dels presos bascos i diferents accions de l'entorn d'Esquerra abertzale. Així, el juny del 2009 va participar en un acte de suport als presos bascos al Hatortxu Rock. El mes de novembre del 2010, juntament amb els seus companys d'equip Mikel Aranburu i Mikel Labaka, va firmar un manifest demanant la llibertat de l'històric militant de l'esquerra abertzale, Arnaldo Otegi. El gener del 2011, també juntament amb diversos jugadors del primer equip de la Reial Societat, va emetre un comunicat de suport a la marxa "els presos bascos a Euskal Herria amb tots els seus drets, donem un pas endavant".